# ホルモン焼きそば

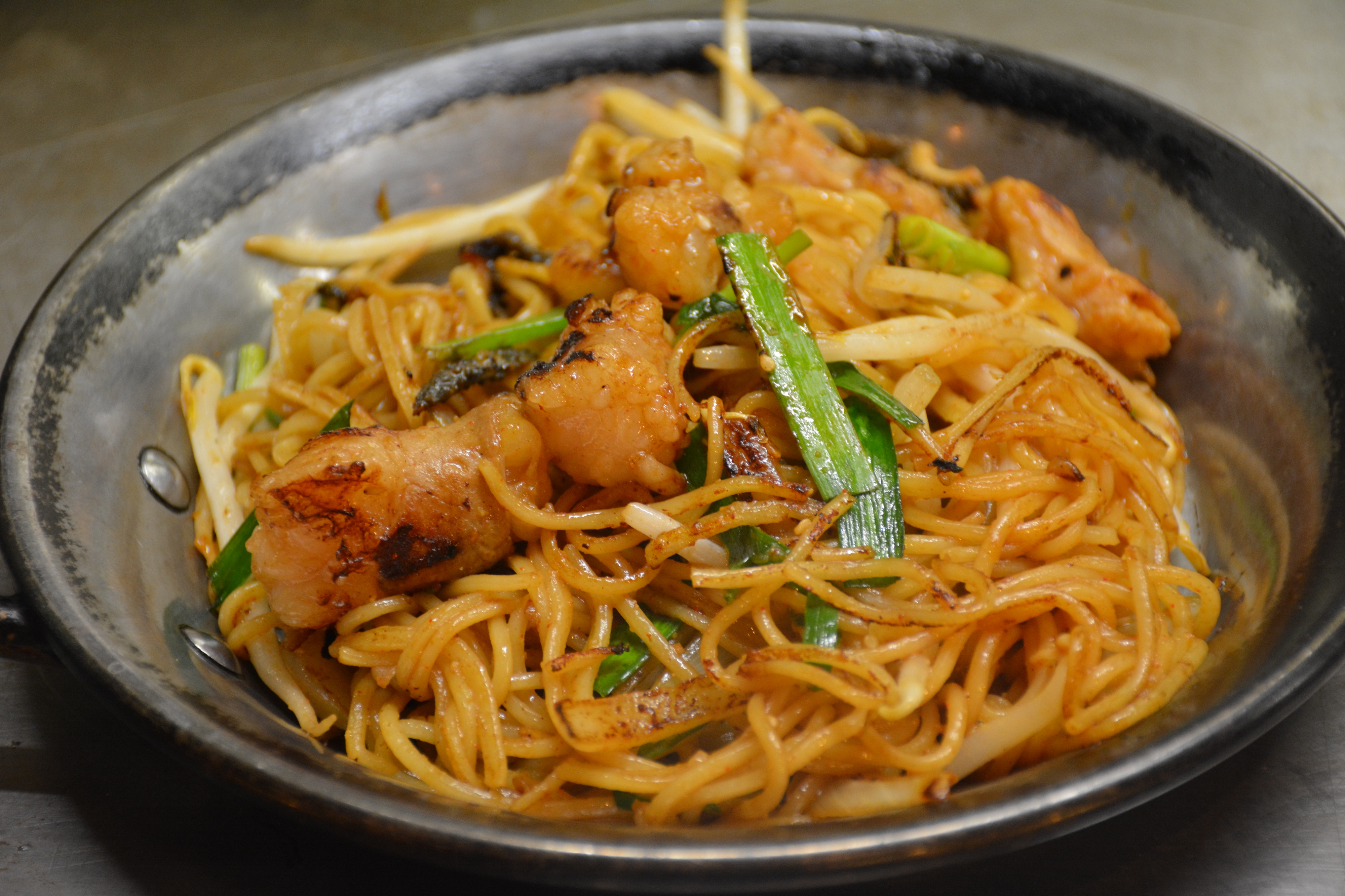
ホルモン焼きそば

ホルモン焼きそば（ホルモンやきそば）は焼きそばの一種で、ご当地グルメである。秋田県横手市のものが代表的。

## 横手市
秋田県横手市で提供されているホルモン焼きそばについて記す。
ホルモン焼きそばは、横手市内の店で客が注文したホルモン焼きの残りを〆として注文する焼きそばに入れてもらうよう頼んだのがきっかけと言われている。横手やきそばとの違いは、豚ホルモンが具材に使用されていることと、福神漬けではなく紅しょうがが添えられていること。発祥と言われる「まいど食堂」では「元祖ホルモン焼きそば」として販売されており、市内には他にホルモン焼きそばを提供する店もある。

## 小野市
兵庫県小野市で提供されているホルモン焼きそばについて記す。
昭和30年代に小野市内の焼肉店でホルモン焼きを食べていた地元そろばん職人、金物職人が〆に麺を入れて食べていたことが始まりとされる。
おの恋ホルモン焼きそばとも呼ばれる。

## 鳥取県
鳥取県東部で提供されているホルモン焼きそばについて記す。
牛ホルモンと野菜、そして麺を一緒に炒めながらピリ辛のみそダレを流し込んで味付けをする。焼きあがったホルモン焼きそばをみそダレに浸しながら食べる。ホルモンそば、ホルそばとも呼ばれている。地元ではご飯と共に食べることも多い。
2019年放送のテレビドラマ『孤独のグルメ』Season8第八話で素ラーメンと共に採り上げられた。